# 丹巴路
丹巴路是中華人民共和國上海市普陀區一條南北走向道路，它北起武寧路，南至光復西路。道路建於1950年代中期，路名來自於四川省丹巴縣。道路一開始北至金沙江路，後來北延伸至武寧路。道路為瀝青路面。